# Фомин, Семён Анатольевич
Семён Анато́льевич Фоми́н (10 января 1989, Владивосток, СССР) — российский футболист, полузащитник.

## Карьера

### Клубная
Уроженец Владивостока начинал заниматься под руководством Виктора Лукьянова в спортивной школе «Аквалайн». В 12-летнем возрасте переехал в Москву, в «Локомотив», где выступал за дублирующий состав клуба. Дебютировал в основной команде 5 декабря 2007 года в выездном поединке группового этапа кубка УЕФА против «Панатинаикоса». В 2008 году был отдан в аренду иркутской «Звезде», однако успел отыграть там только 18 матчей, вскоре клуб прекратил существование, и Фомин вернулся в «Локомотив». В 2009 году за основной состав «железнодорожников» провел один матч в кубке страны. В 2010 году выступал за «Локомотив-2».
Перед началом сезона 2011/12 на правах аренды перешёл во владимирское «Торпедо», выступающее в первенстве ФНЛ. Во втором туре сделал дубль в матче с астраханским «Волгарём», открыв счёт своим голам в составе «Торпедо». 5 августа 2011 года перешёл в «Спартак-Нальчик» на правах аренды. Дебют Фомина в Премьер-лиге состоялся 16 октября 2011 года в матче 27-го тура против «Анжи». Первый гол за «Спартак» забил 2 мая 2012 года на 5-й минуте матча 42-го тура против «Ростова». Проведя в составе нальчан 15 игр, по окончании сезона вернулся в «Локомотив». 26 июня 2012 года на правах аренды перешёл в волгоградский «Ротор». Дебют в новом клубе состоялся 9 июля 2012 года в матче первого тура первенства ФНЛ против «Томи». 30 мая 2013 года был полностью выкуплен «Ротором».
В июне 2014 перешёл в клуб РФПЛ «Торпедо» Москва, за которое провёл 15 матчей, забил один гол. В июне 2015 подписал контракт по системе «2+1» с клубом «Уфа».
В июне 2017 года подписал контракт с Луч-Энергия.
Летом 2018 года перешел в клуб «Томь». Дебютировал 17 июля, заменив на поле Николая Калинского в матче против воронежского «Факела».
В 2019 году на правах свободного агента перешёл в «Тюмень», дебютировал 3 марта в матче против «Сибири».

### В сборной
Выступал за юношескую сборную России, в составе которой провёл десять матчей, забил два гола. Участник победного для сборной России чемпионата Европы среди юношей 2006 года.
В начале ноября 2011 года получил вызов во вторую сборную, в составе которой дебютировал 12 ноября в победном матче против национальной команды Литвы (2:0).
28 ноября 2012 года получил вызов в сборную ФНЛ на матч с командой серии B чемпионата Италии.
31 мая 2013 года попал в расширенный список студенческой сборной России для участия во Всемирной Универсиаде в Казани, 23 июня был включён в окончательный список игроков.

## Достижения
- Победитель чемпионата Европы среди юношей до 17 лет: 2006
- Бронзовый призёр зоны «Запад» второго дивизиона: 2010

## Семья
Мать Ирина Николаевна по профессии врач педиатр. Отец Анатолий Борисович — океанолог.

## Статистика выступлений
| Клуб                 | Сезон            | Чемпионат        | Чемпионат | Чемпионат | Кубок | Кубок | Еврокубки | Еврокубки | Итого | Итого |
| Клуб                 | Сезон            | Уров.            | Игры      | Голы      | Игры  | Голы  | Игры      | Голы      | Игры  | Голы  |
| -------------------- | ---------------- | ---------------- | --------- | --------- | ----- | ----- | --------- | --------- | ----- | ----- |
| Локомотив (Москва)   | 2007             | I                | 0         | 0         | 0     | 0     | 1         | 0         | 1     | 0     |
| Звезда (Иркутск)     | 2008             | II               | 18        | 0         | 0     | 0     | —         | —         | 18    | 0     |
| Локомотив (Москва)   | 2009             | I                | 0         | 0         | 1     | 0     | —         | —         | 1     | 0     |
| Локомотив-2 (Москва) | 2010             | III              | 26        | 0         | 1     | 0     | —         | —         | 27    | 0     |
| Торпедо (Владимир)   | 2011/2012        | II               | 19        | 8         | 1     | 1     | —         | —         | 20    | 9     |
| Спартак-Нальчик      | 2011/2012        | I                | 15        | 1         | 0     | 0     | —         | —         | 15    | 1     |
| Ротор                | 2012/2013        | II               | 28        | 2         | 1     | 0     | —         | —         | 29    | 2     |
| Ротор                | 2013/2014        | II               | 30        | 3         | 3     | 0     | —         | —         | 33    | 3     |
| Торпедо (Москва)     | 2014/2015        | I                | 15        | 1         | 2     | 0     | —         | —         | 17    | 1     |
| Уфа                  | 2015/2016        | I                | 13        | 1         | 2     | 1     | —         | —         | 15    | 2     |
| Луч-Энергия          | 2017/2018        | II               | 30        | 1         | 4     | 0     | —         | —         | 34    | 1     |
| Томь                 | 2018/2019        | II               | 16        | 0         | 1     | 0     | —         | —         | 17    | 0     |
| Тюмень               | 2018/2019        | II               | 13        | 0         | 0     | 0     | —         | —         | 13    | 0     |
| Тюмень               | 2019/2020        | III              | 17        | 1         | 3     | 0     | —         | —         | 20    | 1     |
| Всего за карьеру     | Всего за карьеру | Всего за карьеру | 240       | 18        | 19    | 2     | 1         | 0         | 260   | 20    |